# ホスタイル (駆逐艦)
|          |                                                                             |
| 艦歴     |                                                                             |
| 発注     |                                                                             |
| 起工     | 1935年2月27日                                                               |
| 進水     | 1936年1月24日                                                               |
| 就役     | 1936年9月10日                                                               |
| 退役     |                                                                             |
| その後   | 1940年8月23日に戦没                                                         |
| 除籍     |                                                                             |
| 性能諸元 |                                                                             |
| 排水量   | 基準 1,340トン、満載 1,859トン                                              |
| 全長     | 98.45 m                                                                     |
| 全幅     | 10.05 m                                                                     |
| 吃水     | 3.78 m                                                                      |
| 機関     | アドミラリティ・ボイラー3基、パーソンズ式蒸気タービン2基2軸推進、34,000 shp |
| 最大速   | 36ノット (66.7 km/h)                                                        |
| 航続距離 | 5,530カイリ（15ノット時）                                                   |
| 乗員     | 145名                                                                       |
| 兵装     | 4.7インチ砲4門 0.5インチ機銃8基 21インチ魚雷発射管8門                       |

ホスタイル (HMS Hostile, H55) はイギリス海軍の駆逐艦。H級。

## 艦歴
グリーノックのスコッツ社で1935年2月27日に起工、1936年1月24日に進水、1936年9月10日に竣工。兵装などの政府が供給するものを除いた建造費用は25万3382ポンドであった。就役後、地中海艦隊の第2駆逐艦戦隊に配属。スペイン内戦中の1937年、「ホスタイル」は不干渉委員会の布告を実施するためスペイン海域を巡回した。1917年11月17日から12月15日までジブラルタルでオーバーホールを実施。1938、1939年はまたスペイン海域での巡回に戻った。スペイン内戦の終結後、「ホスタイル」はシアネス工廠で修理を受けた。「ホスタイル」は地中海に戻り、マルタで第二次世界大戦開戦を迎えた。
10月、K部隊とともにドイツ通商破壊艦捜索に当たるため「ホスタイル」はフリータウンに移された。「ホスタイル」と駆逐艦「ハーディ」、「ヘレワード」、「ヘイスティ」は12月17日に巡洋戦艦「レナウン」、空母「アーク・ロイヤル」、軽巡洋艦「ネプチューン」と合流した。それらはリオデジャネイロでの給油後、ラプラタ沖海戦後にウルグアイのモンテビデオに逃れていたドイツ装甲艦「アドミラル・グラーフ・シュペー」が脱出を試みた場合に備えてラプラタ川河口へと向かった。「ホスタイル」は1940年1月26日から3月29日までチャタム工廠でオーバーホールを実施し、それから本国艦隊所属となっていた第2駆逐艦戦隊に戻った。4月10日の第1次ナルヴィク海戦で「ホスタイル」はドイツ駆逐艦「ディーター・フォン・レーダー」と交戦し、少なくとも5度命中弾を与えて大破させた。「ホスタイル」も1度被弾したが、損傷は軽微であった。「ホスタイル」は大破した駆逐艦「ホットスパー」をロフォーテン諸島のFlakstadøyaに作られていた修理基地まで護衛した。「ホスタイル」は少しの間戦艦「ウォースパイト」を護衛し、それからロサイスに戻って4月27日から5月4日まで修理を行った。短期間ノルウェー海域に戻って再び戦艦「ウォースパイト」を護衛し、それから5月中旬に「ホスタイル」は地中海艦隊に移った。
7月9日、カラブリア沖海戦に参加し、損害は受けなかった。8月22日、「ホスタイル」と駆逐艦「ヒーロー」、「ヌビアン」、「モホーク」はジブラルタルへ向かいH部隊に加わるよう命じられた。その途中の8月23日早朝、「ホスタイル」はボン岬沖で触雷し損傷。爆発により乗員5名が死亡し、3名が負傷した。「モホーク」が生存者を救助し、「ヒーロー」が2本の魚雷を打ち込んで「ホスタイル」を沈めた。